# DIN 18531
Die Normenreihe DIN 18531 Abdichtung von Dächern sowie von Balkonen, Loggien und Laubengängen wurde im Juli 2017 erstmals veröffentlicht. In der DIN 18531 sind alle wesentlichen Regelungen zur Abdichtung von Dächern zusammengefasst. In der Planungspraxis in Deutschland wird die DIN-Norm durch die Begriffsnorm: DIN 18195, diverse Flachdachrichtlinien sowie die DIN 1986-100 Entwässerungsanlagen für Gebäude und Grundstücke ergänzt.

## Struktur
Die DIN 18531 gliedert sich in die folgenden Teile:
- Teil 1: nicht genutzte und genutzte Dächer – Anforderungen, Planungs- und Ausführungsgrundsätze[1]
- Teil 2: nicht genutzte und genutzte Dächer – Stoffe[2]
- Teil 3: nicht genutzte und genutzte Dächer – Auswahl, Ausführung, Details[3]
- Teil 4: nicht genutzte und genutzte Dächer – Instandhaltung[4]
- Teil 5: Balkone, Loggien und Laubengänge[5]

## Änderungsvermerk
Durch die Normengruppe DIN 18531 bis DIN 18535 als zusammenfassendes Regelwerk wurden Regelungen aus der DIN 18195 herausgegeben. Die Normengruppe gliedert sich in die folgenden Teile:
- DIN 18531 – Abdichtung von Dächern sowie Balkonen, Loggien und Laubengängen (siehe auch: Flachdach)
- DIN 18532 – Abdichtung von befahrbaren Verkehrsflächen aus Beton
- DIN 18533 – Abdichtung von erdberührten Bauteilen
- DIN 18534 – Abdichtung von Innenräumen
- DIN 18535 – Abdichtung von Behältern und Becken